# Otto Heyer
Johannes Hermann Otto Heyer (ur. 30 marca 1880 w Ruhrort, zm. 13 kwietnia 1945 w Lüdenscheid) – niemiecki kapitan górniczy urzędu górniczego w Bonn.

## Życiorys
Otto Heyer urodził się 30 marca 1880 roku w Ruhrorcie, późniejszej części miasta Duisburg.
Uczęszczał do szkoły podstawowej Herten i dwóch gimnazjów: w Recklinghausen i w Moers. W 1899 roku Otto Heyer zdał maturę w gimnazjum w miejscowości Moers i rozpoczął studia na Akademii Górniczej w Berlinie (niem. Bergakademie Berlin). 28 listopada 1910 roku objął stanowisko asesora w Państwowym Urzędzie Górniczym (niem. Landesoberbergamt) w Dortmundzie.
Od 1914 roku odbywał służbę wojskową. Po wojnie początkowo był górnikiem w zarządzie kąpielisk w Bad Oeynhausen. Zanim w 1927 roku został radnym górskim w okręgu górskim Dortmundu, był dyrektorem naczelnym olejarni Anna-Elsa w Oeynhausen. 15 sierpnia 1933 roku został mianowany kapitanem górniczym Urzędu Górniczego w Bonn i pozostał na tym stanowisku do marca 1945 roku. Na krótko przed śmiercią przeprowadził się do miejscowości Lüdenscheid.
Heyer złożył wniosek o członkostwo w NSDAP 12 lipca 1937 r. i został przyjęty z mocą wsteczną od 1 maja tego samego roku (numer członkowski 4 906 617).